# Нониньи
Нониньи́ (фр. Nonhigny) — коммуна во французском департаменте Мёрт и Мозель региона Лотарингия. Относится к  кантону Бламон.	

## География
Нониньи	расположен в 55 км к востоку от Нанси. Соседние коммуны: Арбуе на севере, Парю на юго-востоке, Монтрё на юге, Ансервиллер на юго-западе, Алловиль на западе, Барба на северо-западе.

## История
- Коммуна сильно пострадала во время Первой мировой войны.

## Демография
Население коммуны на 2010 год составляло 113 человек.
| 1962 | 1968 | 1975 | 1982 | 1990 | 1999 | 2010 |
| ---- | ---- | ---- | ---- | ---- | ---- | ---- |
| 170  | 157  | 150  | 123  | 104  | 99   | 113  |

## Достопримечательности
- Церковь XVIII века, портал от старой примитивистской церкви XII века. Частично реконструирована после 1918 года.